# Lepadichthys coccinotaenia
Lepadichthys coccinotaenia är en fiskart som beskrevs av Regan 1921. Lepadichthys coccinotaenia ingår i släktet Lepadichthys och familjen dubbelsugarfiskar. Inga underarter finns listade i Catalogue of Life.